# New Rochelle
New Rochelle è una città statunitense della Contea di Westchester, nello stato di New York.

## Monumenti e luoghi d'interesse

### Architetture religiose
- Chiesa del Santissimo Sacramento

## Al cinema
Gran parte delle scene iniziali di La vita di Vernon e Irene Castle, film del 1939 diretto da Henry C. Potter e interpretato da Fred Astaire e Ginger Rogers, è ambientata a New Rochelle, città natale di Irene Castle.
Nel film Prova a prendermi con Leonardo DiCaprio e Christopher Walken, è la città in cui la famiglia vive e ha un negozio di articoli per cancelleria.